# 兵庫県立北須磨高等学校
兵庫県立北須磨高等学校（ひょうごけんりつ きたすまこうとうがっこう）は、兵庫県神戸市須磨区に所在する県立高等学校。

## 設置学科
- 普通科 単位制

## 概要
第1学区に属するが、推薦入試は県下全域から出願可能となっている。学校の周囲は須磨ニュータウンの一角をなす住宅群と山に囲まれている。隣には育英高校野球グランドがあり、近くには神戸大学医学部保健学科のキャンパスもある。
制服は男女ともにブレザーでサックスブルー（水色）のネクタイ。単位制に移行するにあたり、制服を私服に変更するかのアンケートがとられたが、その結果、私服への移行は見送られた。尚、創立50周年を迎えるにあたり、新制服へと変更された。新制服は男女ともに紺から黒色のブレザーへと変更された。新制服では、女子生徒もスラックスを着用することが認められる。
ユネスコスクールに認定されている。名物としてプリンパンなる物があり、その味は絶品と称されていたが、現在はパン販売業者が変わり販売されていない。また、創立当初はプラネタリウムが存在したが、プラネタリウムは撤去され現在は多目的ホールとして使われている。プラネタリウムが存在した当時天井はドーム型であったが、現在は普通の教室型である。尚、創立当初はプラネタリウムのドームのみが存在し機械本体は設置されず、数年後に設置された。特別教室棟の最上階には天体観測ドームが存在する。
創立当初より優れた進学実績をあげるとともに、部活動も活発で学習との両立が伝統となっている。国公立大学・有名私立大学に毎年多くの合格者を出している。

## 沿革
- 1972年 - 神戸市立太田中学校内の仮設校舎にて開校[1]。
- 1973年 - 現在地の本校舎に移転。
- 2002年 - 全日制普通科単位制高等学校に改変。
- 2015年 - ユネスコ本部よりユネスコスクールへの加盟が承認される。
- 2019年11月 - 体育館の復旧工事完了。
- 2021年10月 - 創立50周年記念式典を挙行。

## 部活動
- 1４の運動部、1３の文化部及び委員会、1つの同好会が設置されている[4]。
- 例年多くの部活動が近畿大会や全国大会へ出場している。
- 近年の大きな成績としては、放送委員会や美術部が全国大会出場を決めている。

## 主な進学先
- 国公立大学
  - 大阪大学、北海道大学、神戸大学、大阪府立大学、筑波大学、信州大学、徳島大学、広島大学など。関西の大学および地方国公立大学に多くが進学する。
- 私立大学
  - 立命館大学、同志社大学、関西学院大学、関西大学、甲南大学、近畿大学、早稲田大学、など。文系の多くは関西の大学に進学する。

## 所在地
- 兵庫県神戸市須磨区友が丘九丁目23番地
  - 第二神明道路名谷インターチェンジから車で約20分。
  - 神戸市営地下鉄名谷駅より徒歩12分、もしくは神戸市バス15系統・山陽バス特15系統「北須磨高校前」バス停下車すぐ。

## 著名な出身者
- 野間易通（元ミュージックマガジン副編集長、レイシストをしばき隊創設者、C.R.A.C.創設者、のりこえねっとTVキャスター）
- あおい有紀（フリーアナウンサー）
- 立川雲水（落語家）
- 桜井俊貴（元プロ野球選手、読売ジャイアンツ）